# Antoni Chlewiński
Antoni Chlewiński herbu Radwan (ur. ok. 1750, zm. 1800) – generał lejtnant wojsk Wielkiego Księstwa Litewskiego, członek Rady Narodowej Litewskiej w 1794 roku. 
Służył w armii pruskiej i polskiej (I Brygada Kawalerii Narodowej). W 1783 otrzymał stopień egzercyjermajstra w wojsku litewskim, gdzie następnie awansował do stopnia pułkownika i dowódcy 3 pułku straży przedniej litewskiej. W czasie polsko-rosyjskiej w 1792 dowodził 3 pułkiem straży przedniej szefostwa Michała Zabiełły. Wyróżnił się jako dobry taktyk. Odznaczony Orderem Virtuti Militari. Pozostał w służbie targowickiej. W 1793 mianowany generałem-majorem i dowódcą 3 Brygady Kawalerii Narodowej. Odznaczony Orderem św. Stanisława. Był przeciwnikiem insurekcji kościuszkowskiej.
16 kwietnia 1794 w Szawlach został obwołany naczelnikiem siły zbrojnej prowincji Wielkiego Księstwa Litewskiego insurekcji kościuszkowskiej. Zbliżył się ze swoimi oddziałami do Wilna, czym przyspieszył wybuch insurekcji wileńskiej. Nie zaakceptowany przez Radę Najwyższą Narodową, ale mianowany przez T. Kościuszkę komendantem Wilna i awansowany na generała lejtnanta. Antagonista gen. J. Jasińskiego. Nie zdołał lub nie chciał obronić Wilna w dniach 11-12 sierpnia 1794 przed nacierającymi wojskami rosyjskimi. Po upadku miasta oskarżony o zdradę. Złożył potem swoje naczelnictwo na ręce powstałej 24 kwietnia Rady Najwyższej Rządowej Litewskiej i został aresztowany. Wobec rychłego upadku powstania śledztwo niczego nie wykazało. Losy popowstańcze nieznane.

## Literatura dodatkowa
- Leonid Żytkowicz: Chlewiński Antoni. W: Polski Słownik Biograficzny. T. 3: Brożek Jan – Chwalczewski Franciszek. Kraków: Polska Akademia Umiejętności – Skład Główny w Księgarniach Gebethnera i Wolffa, 1937, s. 297–298. Reprint: Zakład Narodowy im. Ossolińskich, Kraków 1989, ISBN 83-04-03291-0